# Damir Polić
Damir Polić (ur. 3 kwietnia 1953 w Splicie) – chorwacki piłkarz wodny. W barwach Jugosławii srebrny medalista olimpijski z Moskwy.
Zawody w 1980 były jego drugimi igrzyskami olimpijskimi, debiutował w 1976 (piąte miejsce). Z reprezentacją Jugosławii był także brązowym medalistą mistrzostw świata w 1973 i 1978 oraz brązowym (1974) i srebrnym medalistą mistrzostw Europy (1977). W 1979 zwyciężał na igrzyskach śródziemnomorskich, w 1975 był drugi.